# 斯普林菲尔德 (明尼苏达州)
斯普林菲尔德（英語：Springfield）是一个美國城市，位於明尼苏达州布朗县。根據2010年的人口普查，當地人口為2,152人。

## 地理
根据美国人口普查局，该城市的总面积為1.85平方英里（4.79平方）。